# فريزر شو
فريزر دين شو (بالإنجليزية: Frazer Dean Shaw)‏ (مواليد 23 ديسمبر 1994) هو لاعب كرة قدم إنجليزي محترف يلعب كمدافع في بوترز بار تاون.